# Muzykujące Anioły
Muzykujące Anioły – tryptyk olejny na desce niderlandzkiego malarza niemieckiego pochodzenia Hansa Memlinga.
Obraz środkowy przedstawia Chrystusa Błogosławiącego, w otoczeniu śpiewających aniołów. Panele boczne, stanowiące skrzydła organowe z Nájery, przedstawiają wizerunki aniołów grających na różnych instrumentach po pięciu na każdy panel. Dzieło powstało dla kościoła Santa María La Real w Nájerze w Kastylii. Jeden z aniołów na swojej szacie ma herby Kastylii i Leonu. Tematyka obrazu nawiązuje do ówczesnego życia muzycznego Brugii, jednego z głównych ośrodków polifonii w II połowie XV wieku w Europie. W kościele Św. Donacjana w Brugii kapelmistrzem był Cornelius Heys znany ze swej mszy Pour quelque peine oraz Jacob Obrecht, kompozytor i autor motetów pasyjnych. W mieście żył i tworzył Jerome de Clibano oraz śpiewak papieski Jean Cordier. 
Aniołowie grają na popularnych w ówczesnym czasie instrumentach muzycznych z których niektóre mają swoje znaczenie ikonograficzne. Na skrzydle lewym widoczne są: psałterium, w ikonografii jeden z atrybutów króla Dawida autora kilku psalmów; tubmaryna zwana również trąbą marina lub trąbą anielską wykorzystywaną do naśladowania głosów męskich, lutnia, wczesna forma puzonu i pomort. Na skrzydle prawym są to (od lewej): busina i nieznany instrument (wczesna forma puzonu), oba instrumenty nawiązują tu do dwóch starych instrumentów towarzyszących w Starym Testamencie Arce Przymierza zwanych szofarem (róg barani) i hassarem, symbolizującym potęgę Boga; portatyw oraz harfa i wiola (lub cytra) symbolizujące atrybuty króla Dawida. Układ palców aniołów jest identyczny z układem przedstawionym na czterech miniaturach grających aniołów na Relikwiarzu świętej Urszuli oraz na tryptyku  Sąd Ostateczny z Gdańska. Miniatury te mają jednak mniejszą wartość artystyczną, co jest podstawą opinii, iż ich autorami byli uczniowie Memlinga, którzy wzorowali się na tym tryptyku. W części środkowej widoczne są dwie grupy po trzy anioły każda. Nawiązują one do podziału na głosy  - bas, tenore leggero i tenor, podziału już w czasach Memlinga rzadko występującego ale tu nawiązującego do dawnego sposobu śpiewania. Poniżej niebiańskich istot, za balustradę służą pasy chmur sugerujące, iż scena rozgrywa się w raju w obecności Chrystusa.